# つばきファクトリー メジャーデビュー5周年記念ライブ 〜君ならで誰にか見せむ椿の花色をも香をも知る人ぞ知る〜
『つばきファクトリー メジャーデビュー5周年記念ライブ 〜君ならで誰にか見せむ椿の花色をも香をも知る人ぞ知る〜』（つばきファクトリー メジャーデビューごしゅうねんきねんライブ きみならでだれかにみせむつばきのはないろをもかをもしるひとぞしる）は、つばきファクトリーのライブビデオ。2022年7月20日にアップフロントワークス（zetimaレーベル）から発売。

## 概要
- 本作は前作『つばきファクトリー コンサート2021「CAMELLIA〜日本武道館スッペシャル〜」』と異なり、Blu-ray盤のみでリリース[1]。
- 2022年2月20日にハーモニーホール座間にて開催されたファンクラブ限定メジャーデビュー5周年記念ライブの模様を収録[2]。
- また、Disc2には、2022年2月22日に放送されたスカパー!特番『行くぜ!つばきファクトリー メジャーデビュー5周年スッペシャル』から、楽曲パフォーマンスの模様を収録[2]。

## 収録内容

### Disc1
1. OPENING
2. 低温火傷
3. ガラクタDIAMOND
4. 約束・連絡・記念日
5. MC
6. 涙のヒロイン降板劇
7. I Need You 〜夜空の観覧車〜
8. 恋のUFOキャッチャー
9. 抱きしめられてみたい
10. 断捨ISM
11. 初恋サンライズ
12. 今夜だけ浮かれたかった
13. MC
14. 帰ろう レッツゴー!

#### 特典映像
1. My Darling 〜Do you love me?〜
2. 雪のプラネタリウム
3. 三回目のデート神話

### Disc2 スカパー特番「行くぜ!つばきファクトリー メジャーデビュー5周年スッペシャル」
1. OPENING
2. ガラクタDIAMOND
3. 約束・連絡・記念日
4. うるわしのカメリア / 河西結心・八木栞・福田真琳・豫風瑠乃
5. 気高く咲き誇れ! / 山岸理子・新沼希空・谷本安美・小野瑞歩
6. 低温火傷 / 岸本ゆめの・浅倉樹々・小野田紗栞・秋山眞緒
7. My Darling 〜Do you love me?〜
8. 恋のUFOキャッチャー
9. 愛は今、愛を求めてる
10. 初恋サンライズ
11. 今夜だけ浮かれたかった
12. 涙のヒロイン降板劇